# Церква Великомученика Георгія (Капаклієве)
Це́рква Великому́ченика Гео́ргія — зруйнований православний храм в селі Капаклієве Роздільнянського району, Одеська область.

## Історія
Кам'яну будівлю однопрестольної церкви було збудовано у 1868 році парафіянами і на кошти приватних благодійників.
Станом на 1906 рік вона була приписною до церкви Святого Різдва Богородиці села Куртівка. Парафіянами були росіяни (91 чоловік та 94 жінки).
До німецько-радянської війни церква була закрита більшовиками. З встановленням румунської окупації у 1941 році, місцеві жителі створили церковну раду і почали відбудовувати храм. Церковним старостою був пан Георгі. Храм відновили: оновили позолоту іконостасу, зробили новий розпис стелі церкви тощо. Суттєвою була допомога від примара села — пана Зінов'єва. Храм був освячений та відновили богослужіння, які тимчасово проводив священник з села Куртівка.

Руїни
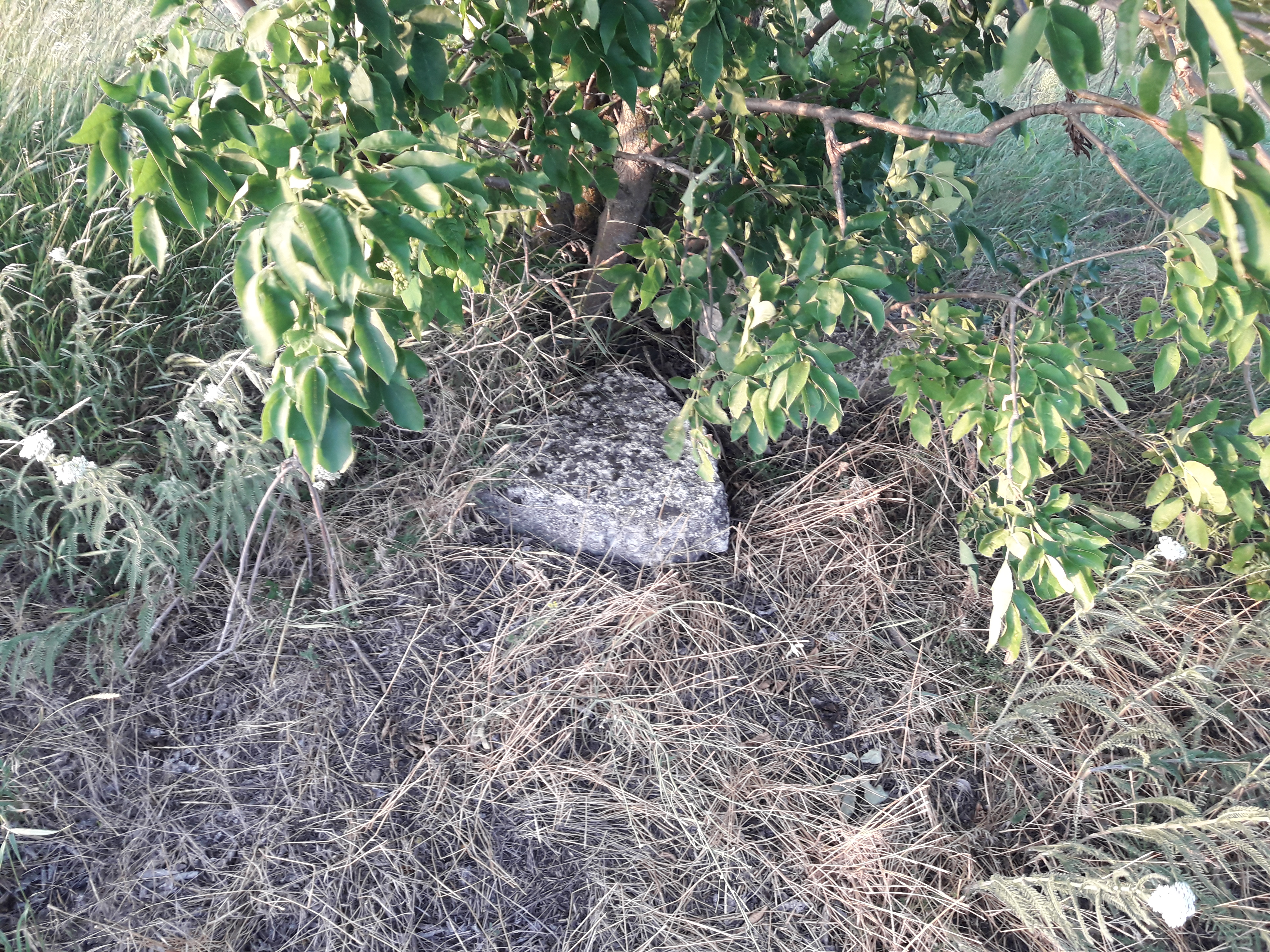
Залишки церковного паркану
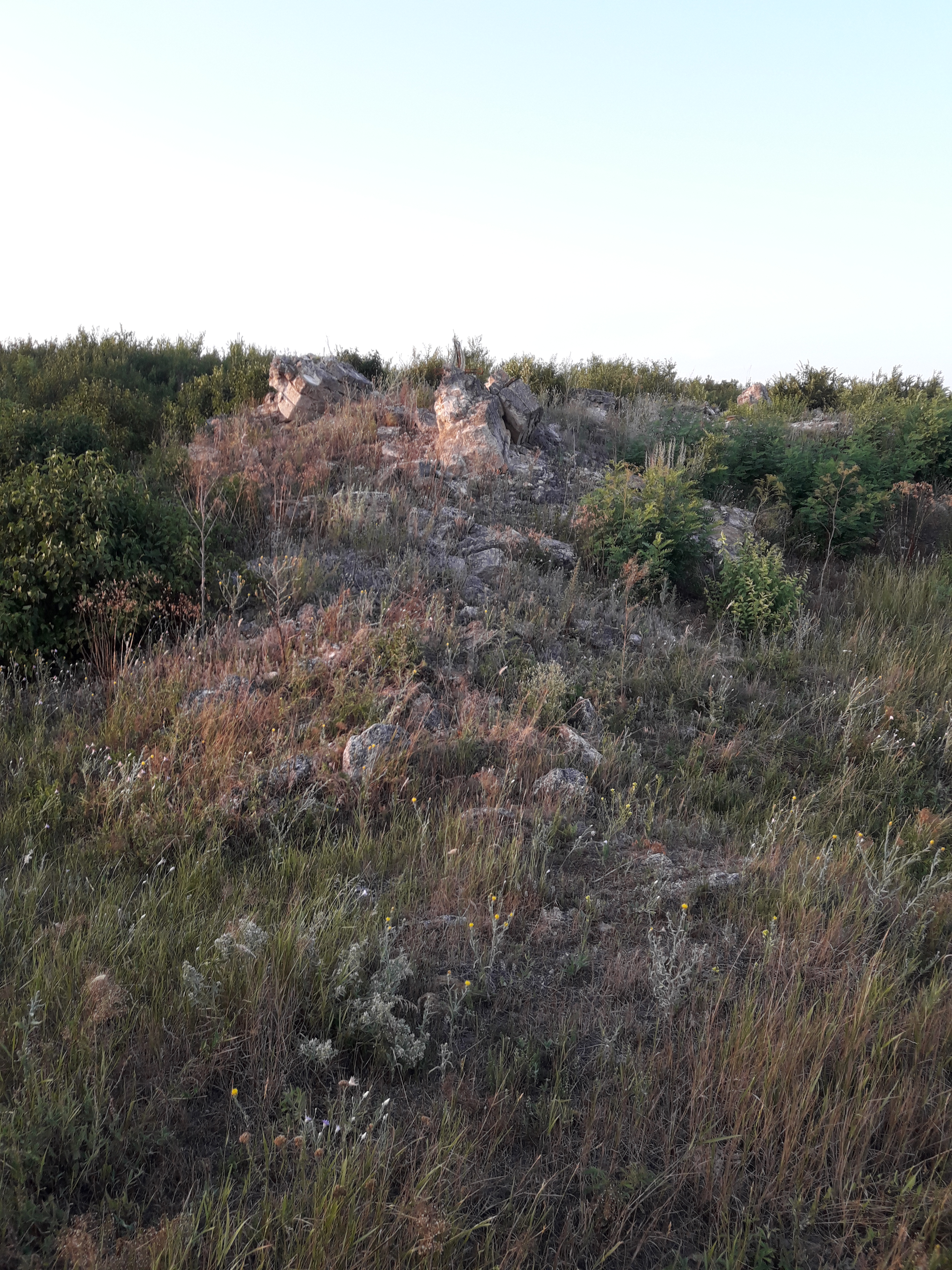
Каміння церковної дзвіниці
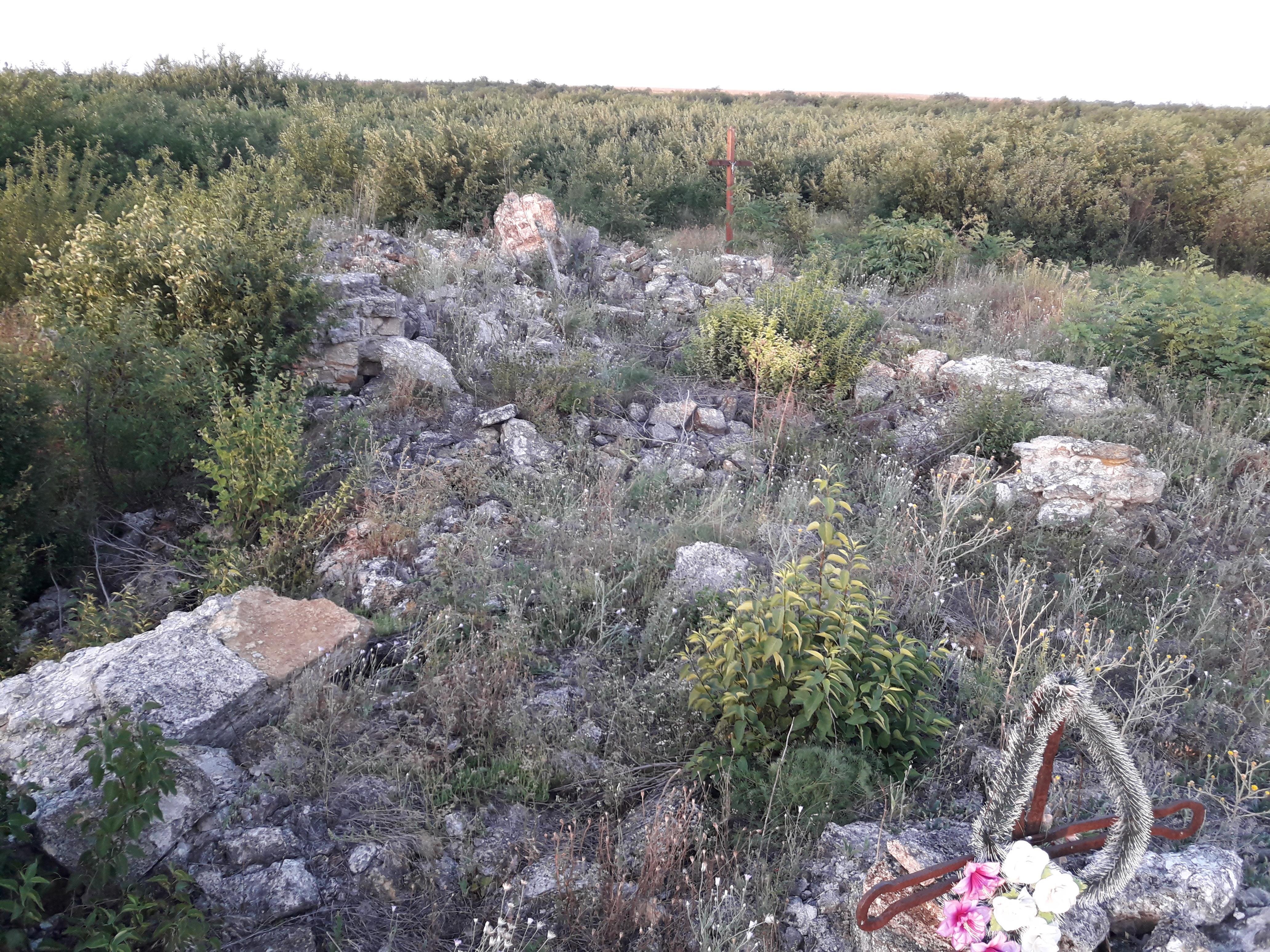
Вид зверху
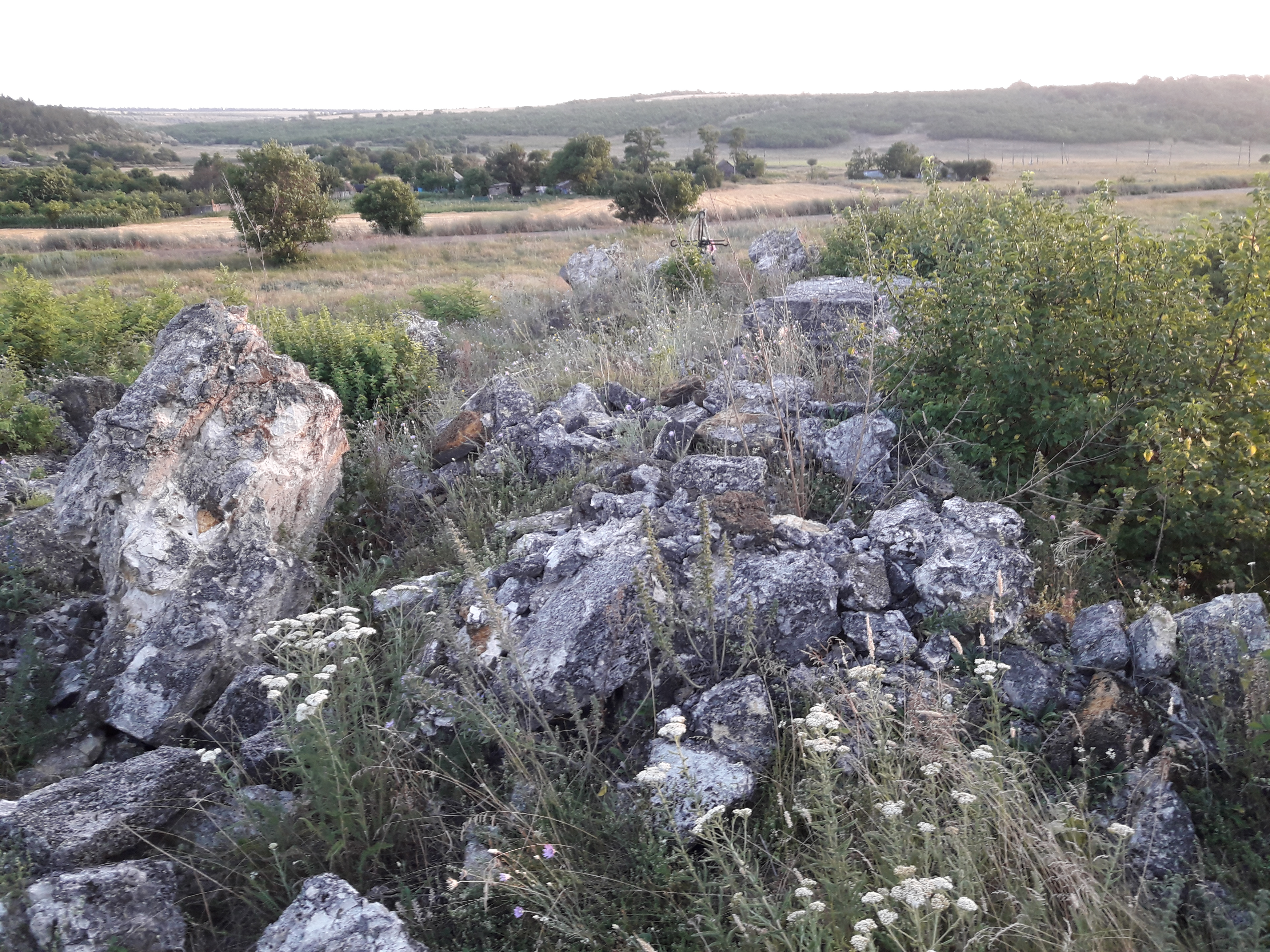
Вид зверху
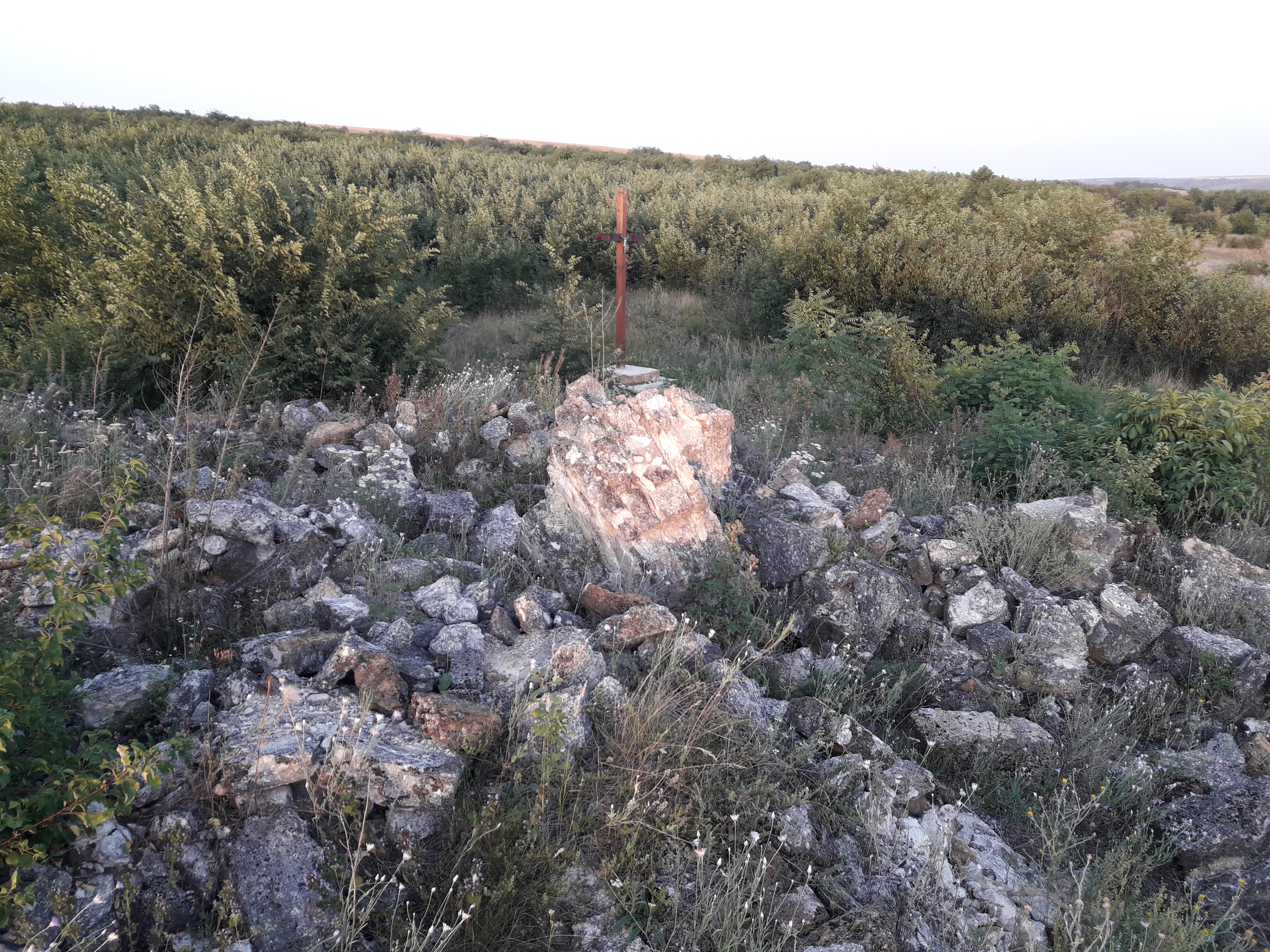
Там далі був будинок парафіяльного священника
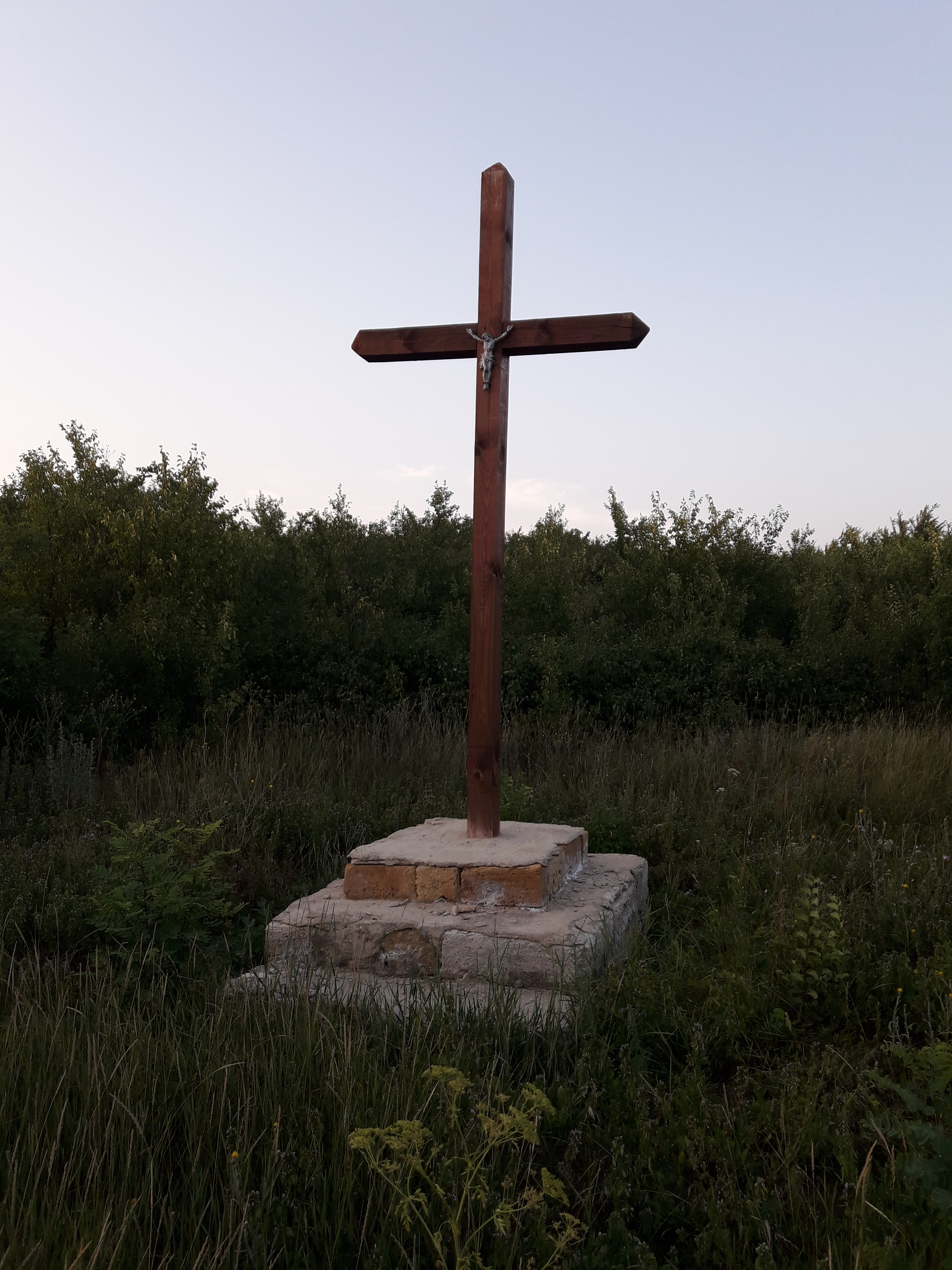
Сучасний хрест
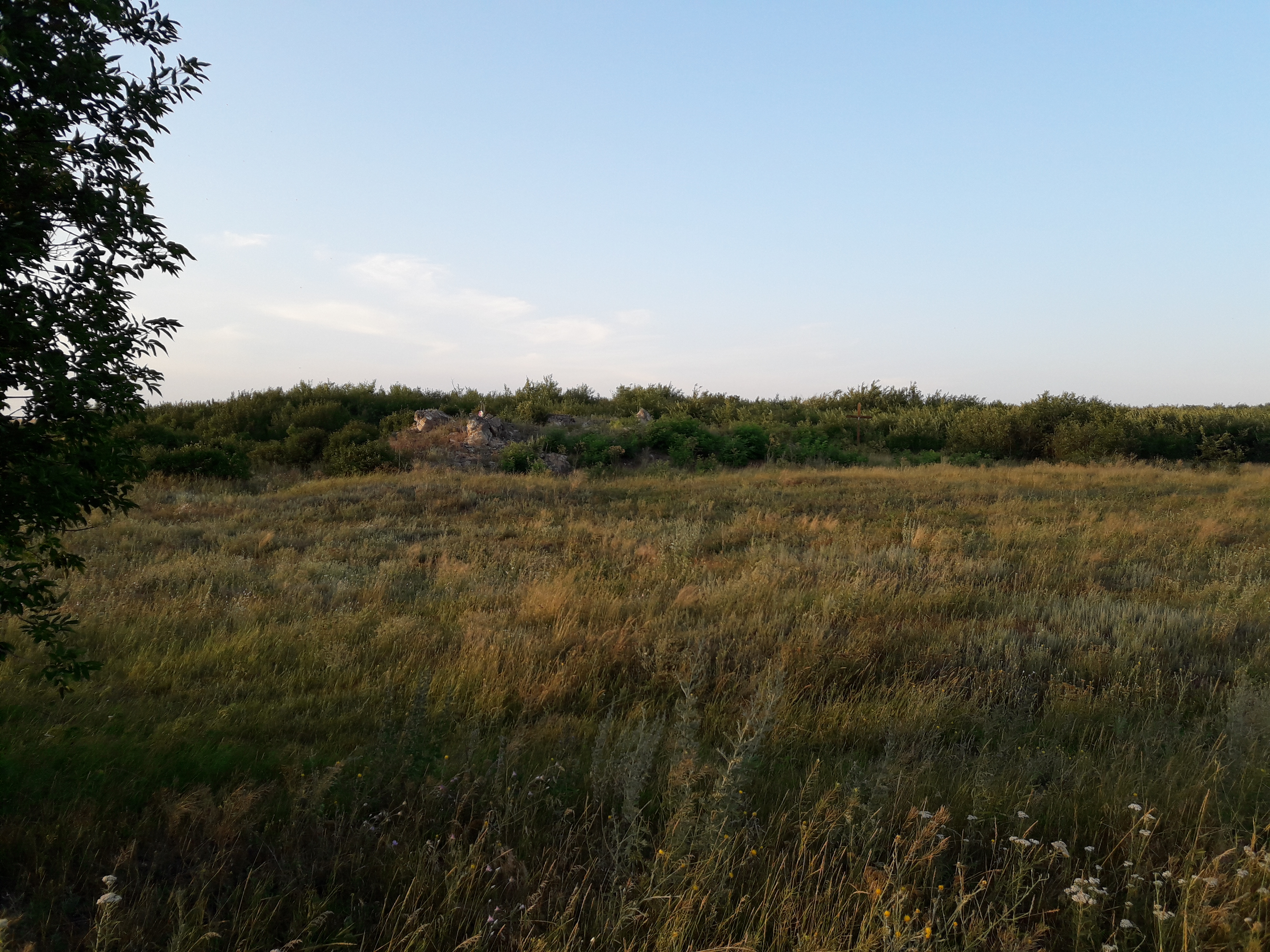
Загальний вигляд